# Wei Yi
Wei Yi (韦奕; Wuxi, 2 giugno 1999) è uno scacchista cinese, Grande maestro.
È diventato Grande maestro nel 2013, conquistando la terza norma all'età di 13 anni, 8 mesi e 23 giorni, settimo più giovane giocatore a raggiungere questo titolo.
In marzo 2015 è diventato il più giovane giocatore (15 anni e 9 mesi) a superare la soglia dei 2700 punti Elo.
Ottiene il proprio record nel rating FIDE a ottobre 2024 con 2763 punti Elo, 8º assoluto e 1º cinese .

## Carriera
Ha partecipato per la prima volta al campionato cinese B, all'età di 8 anni, realizzando 5 /11 e una patta contro il Grande Maestro Zhou Jianchao; parteciperà al campionato cinese B anche nei due anni successivi, realiizzando 5,5 /11 e 6 /11, con due vittorie nel 2009 contro Maestri Internazionali.
Nel 2010 vince il campionato asiatico under-12 e il campionato del mondo giovanile under-12, quest'ultimo con 9,5 su 11; in agosto 2012, a 13 anni, partecipa al campionato del mondo juniores (under-20), ad Atene, ottenendo 8,5/11, l'undicesimo posto e la sua prima norma di Grande Maestro. Ottiene la seconda norma all'Open di Indonesia, in ottobre 2012 e infine la terza all'open di Reykjavík del 2013. Avendo già superato la soglia dei 2500 punti Elo, questo lo ha reso il quarto giocatore più giovane ad aver ottenuto tale titolo e il più giovane Grande Maestro di allora.
Grazie ad una wild card del presidente della FIDE, Kirsan Iljumžinov, partecipa alla Coppa del Mondo 2013. Numero 105 di tabellone, sconfigge nei primi due turni Jan Nepomnjaščij e Aleksej Širov, entrambi nelle partite a cadenza classica, con il punteggio di 1,5-0,5, ma è poi sconfitto da Şəhriyar Məmmədyarov negli spareggi del terzo turno per 2,5 a 1,5.
In novembre ha raggiunto un Elo di 2604 punti, diventando il più giovane giocatore di sempre a superare i 2600 punti Elo.
Partecipa con la nazionale cinese alle Olimpiadi di Tromsø del 2014, realizzando 4 punti su 5 come prima riserva, contribuendo alla medaglia d'oro della Cina. Vince il torneo Tata Steel B, restando imbattuto con il punteeggio di 10 su 13.
Nel 2015 a Tsaghkadzor vince con la Cina il suo primo Campionato del mondo a squadre di scacchi in quarta scacchiera.
In maggio vince con 7,5/11 il campionato nazionale cinese, diventando il più giovane giocatore ad aggiudicarsi tale titolo.
Nel settembre riesce a raggiungere i Quarti di finale della Coppa del mondo disputata a Baku, viene eliminato da Pëtr Svidler.
Nel novembre vince a Taizhou la prima edizione del torneo China Chess King and Queen Match, battendo in finale Bu Xiangzhi.

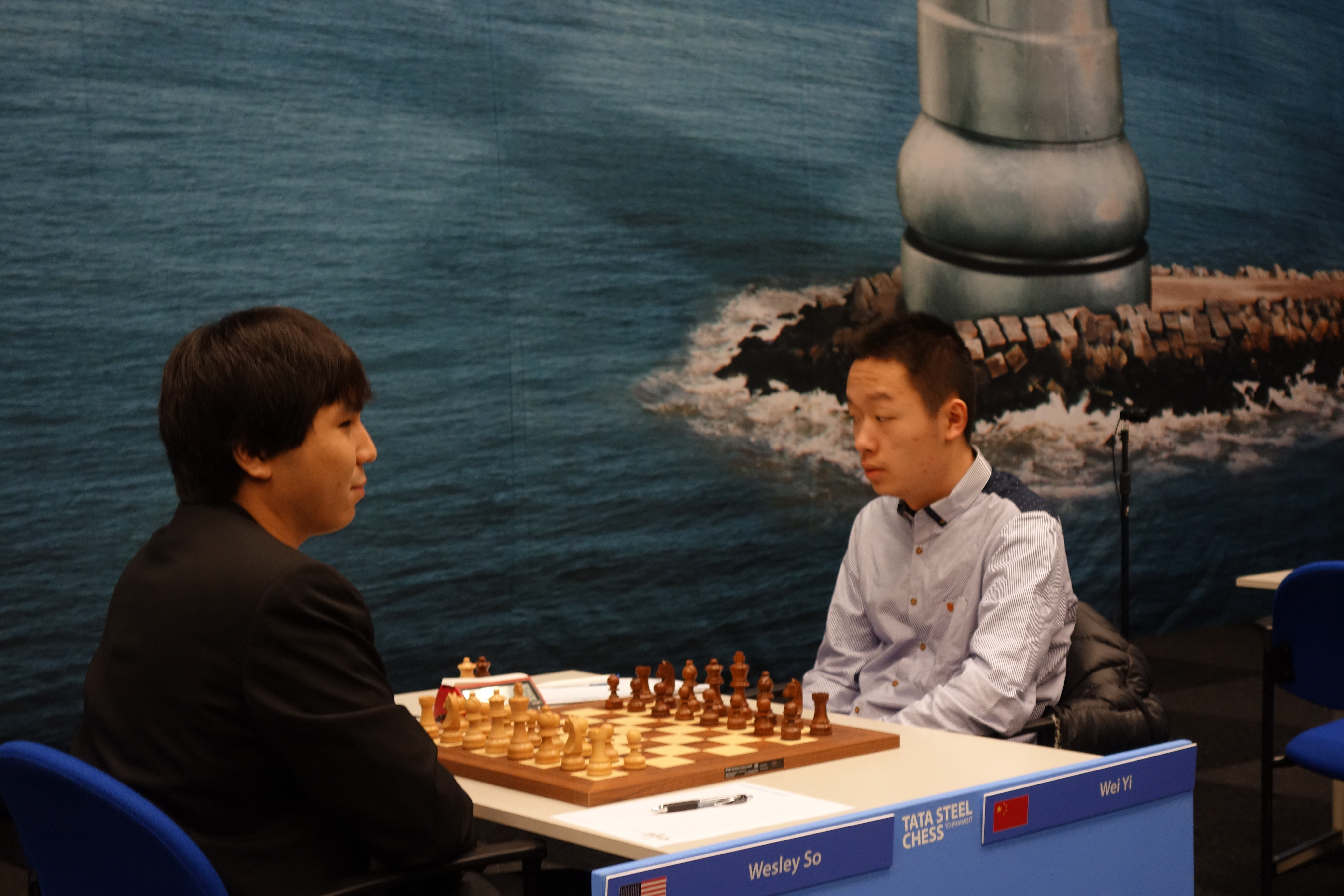
Wei Yi contro Wesley So nel 2017 durante il torneo Tata Steel Chess

Nel 2016 vince ancora con 7.5/11 il campionato nazionale cinese, che vince per la terza volta nel 2017 con 8.5/11.
Vince con la Cina il Campionato del Mondo a squadre.
Nel luglio 2017 vince con 6,5 punti su 9 il torneo di Danzhou .
Nel 2018 vince con la Cina le Olimpiadi. Mentre a livello individuale vince il Campionato asiatico con 6.5 punti su 9, precedendo per spareggio tecnico l'iraniano Amin Tabatabaei e il vietnamita Lê Quang Liêm.
Nel 2019 Danzhou giunge 3º (a mezzo punto dal vincitore Richárd Rapport e per inferiore spareggio tecnico su Yu Yangyi) con 4 su 7 nella 10ª edizione dell'omonimo Danzhou Super Chess Grandmaster Tournament. Vince un match sulle 4 partite contro l'ungherese Péter Lékó, con il punteggio di 2,5 a 1,5.
Nel 2020 è terzo al campionato cinese assoluto di Xinghua, perdendo il confronto con Yu Yangyi e Lu Shanglei soltanto per la classifica avulsa. Mentre nell'anno successivo ottiene il secondo posto a Xinghua per spareggio tecnico. Arrivato a pari punti con Yu Yangyi e Li Di, che avevano totalizzato 7 punti su 11 turni, il campionato verrà vinto da Yu, che aveva i risultati migliori negli scontri diretti.
Nel 2022 disputa un match sulle 6 partite contro il connazionale Ding Liren, venendo sconfitto 2,5 a 3,5 (+0 =5 -1).
Nel 2024 vince il super torneo Tata Steel, dopo aver totalizzato 8,5 punti su 13, a pari merito con Gukesh, Anish Giri e Nodirbek Abdusattorov e avendo battuto il primo nella finale degli spareggi a tempo rapido, previsti dal regolamento della competizione.  In maggio è secondo a Varsavia nella prima tappa del Grand Chess Tour, giocata con cadenza blitz e rapid, con 25.5 punti e superato di mezzo punto da Magnus Carlsen.

## Partite notevoli
Una sua partita, qui trascritta in notazione algebrica, è stata definita l'immortale del XXI secolo.
Wei Yi - Lázaro Bruzón Batista (Danzhou, 2015)
1. e4 c5 2. Cf3 e6 3. Cc3 a6 4. Ae2 Cc6 5. d4 cxd4 6. Cxd4 Dc7 7. O-O Cf6 8. Ae3 Be7 9. f4 d6 10. Rh1 O-O 11. De1 Cxd4 12. Axd4 b5 13. Dg3 Ab7 14. a3 Tad8 15. Tae1 Td7 16. Ad3 Dd8 17. Dh3 g6 18. f5 e5 19. Ae3 Te8 20. fxg6 hxg6 21. Cd5 Cxd5 22. Txf7!! Rxf7 23. Dh7+ Re6 24. exd5+ Rxd5 25. Ae4+ Rxe4 26. Df7 Af6 27. Ad2+ Rd4 28. Ae3+ Re4 29. Db3 Rf5 30. Tf1+ Rg4 31. Dd3 Axg2+ 32. Rxg2 Da8+ 33. Rg1 Ag5 34. De2+ Rh4 35. Af2+ Rh3 36. Ae1 1-0